# 国際連合安全保障理事会決議52
国際連合安全保障理事会決議52（こくさいれんごうあんぜんほしょうりじかいけつぎ52、英: United Nations Security Council Resolution 52, UNSCR52）は、1948年6月22日に国際連合安全保障理事会で採択された決議。原子力エネルギーの国際管理についてのものである。

## 概要
アメリカ原子力委員会の第1・第2・第3報告書を受け取った理事会が、事務総長に対し、関連する理事会の審議記録とともに第2・第3の報告書を総会および加盟国に送付するよう指示した。
決議は9票で可決されたが、ウクライナ・ソビエト社会主義共和国とソビエト連邦は棄権した。

## 詳細
以下はその和訳。
安全保障理事会は
原子力委員会の第1次、第2次および第3次報告書を受領し、審査し、

事務総長に対し、特別な関心事として、原子力委員会の第1、第2および第3報告書を、この問題に関する安全保障理事会の審議記録とともに、総会および国連加盟国に送付するよう指示する。